# Bryum longicaule
Bryum longicaule là một loài rêu trong họ Bryaceae. Loài này được Hoffm. mô tả khoa học đầu tiên năm 1824.